# Nomioides rotundiceps
Nomioides rotundiceps är en biart som beskrevs av Anton Handlirsch 1888. Nomioides rotundiceps ingår i släktet Nomioides och familjen vägbin. Inga underarter finns listade i Catalogue of Life.